# Casa Beaubien
La Casa Charles Trombly se encuentra en 553 East Jefferson Avenue de la ciudad de Detroit, la más importante del estado de Míchigan (Estados Unidos). Es más comúnmente conocida como Beaubien House, y actualmente es la sede de la Sociedad de Arquitectos de Míchigan. Es una de las casas más antiguas de Detroit y fue designada Sitio Histórico del Estado de Míchigan en 1975 e incluida en el Registro Nacional de Lugares Históricos en 1979.

## Historia
La Casa Beaubien está construida en el sitio de una de las granjas de lotes "de cintas" originales de Detroit y era propiedad de Antoine Beaubien. Los lotes tenían 400 metros de frente en el río, pero se proyectaban casi 5 km tierra adentro. Beaubien fue coronel de la milicia de Detroit y recibió el certificado de patente de su tierra en 1810.
En junio de 1850, justo antes de su muerte, Beaubien le vendió por 2.000 dólares el lote 8 de Jefferson a su primo Charles J. Trombly, que se había graduado recientemente de Georgetown College. El consenso entre los historiadores es que la casa fue construida por Trombly en algún momento de 1851 para vivir en ella con su nueva esposa.
Durante las siguientes dos décadas, la casa fue propiedad de varias familias o la alquilaron. Estos incluyen algunos de los nombres más antiguos y familiares de la ciudad, como McClelland, Cicotte, Whipple, Chapoton, Campau y Beecher, entre otros. En 1872, fue vendida a John F. Antisdel, cuya familia fue su propietaria o la alquiló hasta 1943 (salvo un período de cinco años cuando William H. Machen vivía en ella).
Tras la Segunda Guerra Mundial los registros de propiedad son irregulares. En 1956, el fotógrafo Fred A. Plofchan la alquiló en 1965 y la compró. Durante este tiempo, las líneas de plomería se extendieron a los niveles superiores, que se alquilaron como apartamentos tipo estudio, y la casa se utilizó como una combinación de espacio de oficina y residencial. Posteriormente, la Sociedad de Arquitectos de Míchigan alquiló el edificio y en 1987 lo renovó por completo.

## Arquitectura
La casa está construida de ladrillo y se asienta sobre una base de piedra de campo. Las paredes están construidas con yeso sobre montantes. La casa tiene un sótano completo y tres pisos más arriba. El primer piso consta de un salón delantero con una chimenea de mármol y dos habitaciones más pequeñas, una de las cuales era probablemente el comedor. Tanto el segundo como el tercer piso tenían dos habitaciones.

## Lectura adicional
- Hill, Eric J. and John Gallagher (2002). AIA Detroit: The American Institute of Architects Guide to Detroit Architecture. Wayne State University Press. ISBN 0-8143-3120-3.

- Datos: Q4877402